# НВО-ЗШ I-III ступенів №31 м.Кропивницький
НВО-ЗШ I—III ступенів № 31 м. Кропивницький ЦДЮТ «Сузір'я» — Комунальний заклад "Навчально — виховне об'єднання — «Загальноосвітня школа І — ІІІ ступенів № 31 з гімназійними класами, центр дитячої та юнацької творчості „Сузір'я“
Кіровоградської міської ради Кіровоградської області»

## Історичні відомості
Дата заснування — 1987 рік
1945 рік — на одній із центральних вулиць міста Кіровограда, вулиці Гоголя з'являється школа під номером 31. В школі навчалися тільки дівчата. Навчання проводилось в 7 класних кімнатах. В школі працювало 18 педагогів.
1952 рік — Школі присвоєно ім'я М. В. Гоголя.
1954 рік — В школі розпочалося спільне навчання дівчат та хлопців.
1974 рік — Школу № 31 по вулиці Гоголя закрили.
1987 рік — Відкривається нова школа по вул. Космонавта Попова, 11-а. На той час це була одна з найбільших шкіл міста. В школі навчалося біля 3000 учнів та працювало 170 працівників.
2004 рік — В навчальному закладі відкрився шкільний історичний музей, в якому висвітлюються питання історії краю, період Великої Вітчизняної війни 1941—1945 років та експозиція, присвячена трагедії на Чорнобильській АС.
2006 рік — школа стала експериментальним навчальним закладом всеукраїнського рівня, посівши І місце у Всеукраїнському конкурсі на кращу модель Школи сприяння здоров'ю.
В липні 2010 року за високі досягнення у роботі педагогічного колективу школа була реорганізована в комунальний заклад "НВО-ЗОШ І-Ш ступенів № 31 з гімназійними класами, ЦДЮТ «Сузір'я» Кіровоградської міської ради Кіровоградської області.

## Директори
- 1945—1947 роки — Тацюк Е. Т.
- 1947—1954 роки — Орлова М. Н.
- 1954—1955 роки — Горелик К. Н.
- 1955—1962 роки — Колесник Н. И.
- 1962—1963 роки — Сотникова А. П.
- 1963—1965 роки — Бурка М. А.
- 1965—1974 роки — Торяник Б. А.
- 1987—1989& роки — Терехов Валентин Тимофійович
- 1989—1999 роки — Маслюков Юрій Петрович
- 1999—2004 роки — Логвінов Віктор Федорович
- З 2004 року — Тиханська Тетяна Іванівна

## Особливості діяльності навчального закладу
Інноваційний навчальний заклад адаптаційного типу.
Школа культури здоров'я.
Член Національної мережі Шкіл сприяння здоров'ю.
Експериментальний навчальний заклад Всеукраїнського рівня з 2006 року, який працює за темою: «Формування духовно-моральної компетентності особистості учня в умовах школи культури здоров'я».
Інформаційно-освітній центр з розвитку Національної мережі Шкіл сприяння здоров'ю.
Дійсний член Всеукраїнської асоціації Шкіл майбутнього України.
За підсумками дослідницько-експериментальної діяльності навчальний заклад брав участь у 12-тій, 14-тій Міжнародних виставках навчальних закладів «Сучасна освіта України — 2009, 2011», які проходили у Київському Палаці дітей і юнацтва (діяльність закладу відзначена Грамотами та Дипломами за високі творчі досягнення змісту навчально-виховного процесу національної системи освіти; за творчий підхід у впровадженні освітніх інновацій).
З 1 жовтня 1996 року на базі школи працює ЦДЮТ «Сузір'я», який охоплює всі напрямки творчої діяльності школярів: художньо-естетичний, гуманітарний, фізкультурно-оздоровчий, соціально-реабілітаційний. Працюють такі гуртки: вокальний, сольного співу, хореографічний, хоровий, фольклорний, театральний, «Галявина казок», «Юні музеєзнавці», краєзнавчий, «Школа ввічливих малят», ЮІДР, «Юний футболіст», дзюдо, легка атлетика, баскетбол, гандбол, тхеквондо.
На базі закладу також працює філія дитячої музичної школи № 3, де навчаються учні по класу: баян, акордеон, фортепіано, скрипка, гітара, віолончель.
З 2004 року в навчальному закладі відкрився шкільний історичний музей, в якому висвітлюються питання історії краю, період Великої Вітчизняної війни 1941—1945 років та експозиція до трагедії на Чорнобильській АС.
Працює учнівське наукове товариство «Росток». Учні школи беруть участь у предметних олімпіадах та конкурсах та нерідко стають їх переможцями на всіх рівнях (від міського до всеукраїнського).

## Відомі вихованці
- Котовий Сергій Феліксович — загинув 21 серпня 2014 р. близько 17.00 внаслідок мінометного обстрілу в районі сел. Грабське, Амвросіївський район, Донецька область.
- Черноморченко Ростислав Олександрович — загинув 31 липня 2014 р. під час мінометного обстрілу ВІПС «Василівка» (ВПС "Амвросіївка) в районі с. Василівка (Амвросіївський район) в Донецькій області.